# DB 111 sorozat

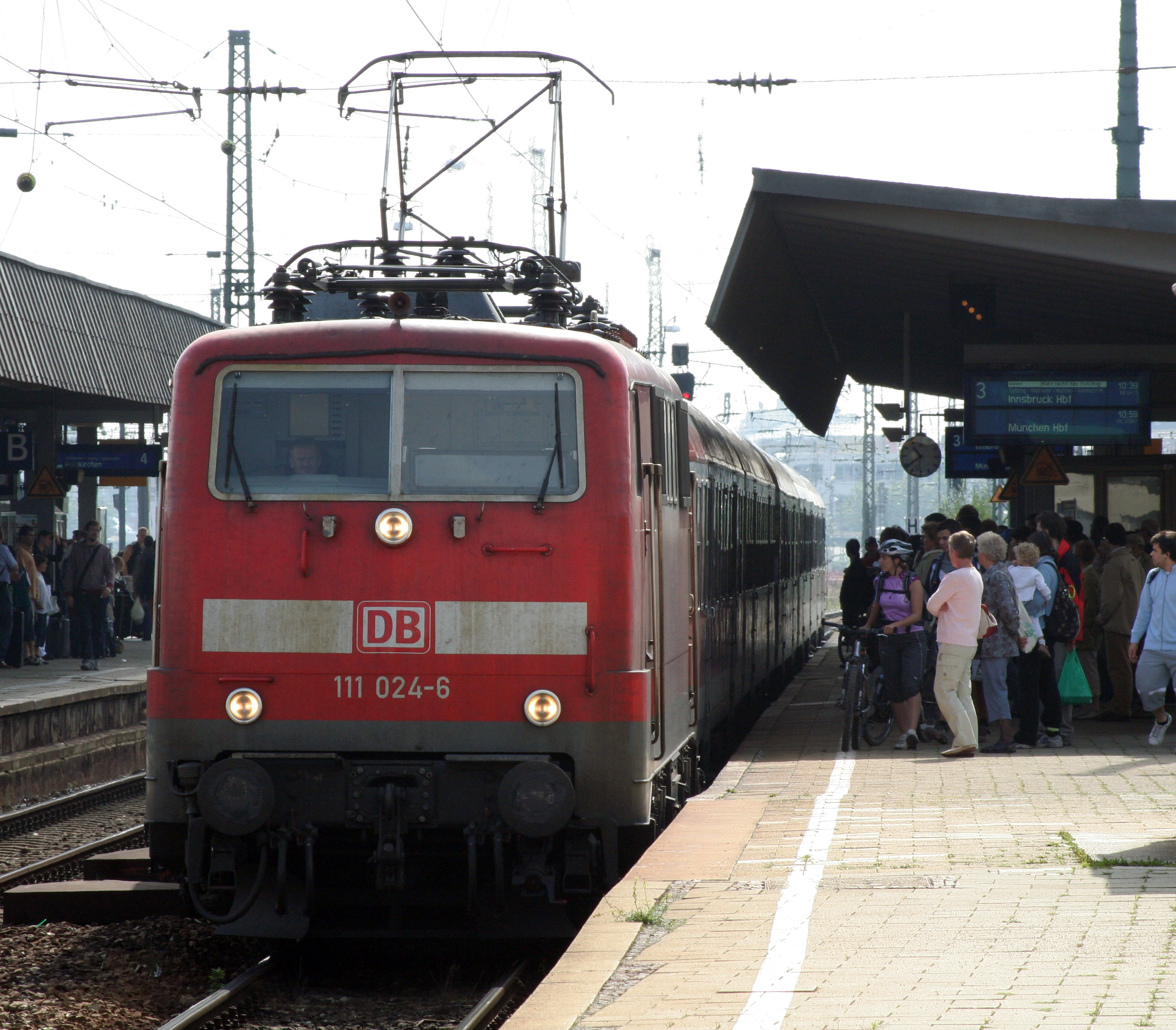
DB 111-es Münchenben

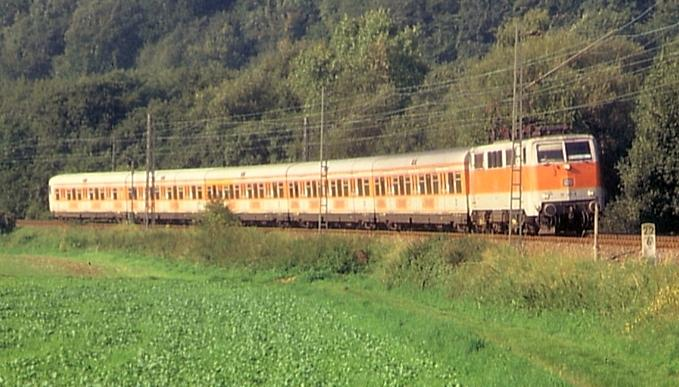
DB 111-es S-Bahn szerelvénnyel

A DB 111 sorozat egy német Bo'Bo' tengelyelrendezésű villamosmozdony-sorozat. 1974 és 1984 között gyártotta a Krauss-Maffei, a Henschel, a Krupp, a Siemens, az AEG és a BBC.

## Története
Az 1970-es évek elején a Deutsche Bundesbahn-nak sürgősen további gyorsvonati mozdonyokra volt szüksége, azonban nem akarta a változatlan DB 110-est. Ezért megbízta a Krauss-Maffei és a Siemens céget a típus továbbfejlesztésével. 1974 és 1984 között a tervezettnél több, 227 db mozdony készült, egyrészt azért, mert a DB 111-es Rajna- és Ruhrvidéki S-Bahn hálózaton is közlekedett, másrészről pedig a mozdonyiparnak sürgősen megbízásokra volt szüksége. 1996 után a Deutsche Bahn széttagolásával a mozdonysorozat a DB Regio-hoz került, itt a robusztus és nagy teljesítményű mozdonyok főleg rövid távú forgalmat bonyolítanak le, RegionalBahn és RegionalExpress vonatokat továbbítanak. Selejtezésük 2013-tól kezdődött.

## Más vasutaknál
Időközben a DB más vasúttársaságoknak is eladta a forgalomból kivont mozdonyokat. 2018 óta a 111 210-es, 215-ös és 222-es mozdonyokat a RailAdventure üzemelteti. E célból megvizsgálták és korszerűsítették őket, beleértve a vezetőfülke légkondicionálását és új szürke-fehér festést kaptak. A 111 056-os és a 111 200-as mozdonyok a Gesellschaft für Fahrzeugtechnik mbH-nál vannak Crailsheimben. A mozdonyokat 2019 nyarán újraaktiválták ott a charter- és pótlólagos szolgáltatásokra.

### Állomány
A 111 sorozat állománya magánvasutakon (2021 novemberi állapot):
| Pályaszám (91 80 6xxx xxx-x) | Üzemeltető megnevezése | Üzemeltető (Járműtartó jelölés röviden) | Megjegyzés                                             |
| ---------------------------- | ---------------------- | --------------------------------------- | ------------------------------------------------------ |
| 111 003-0                    | /                      |                                         | verkehrsrot, üzemképtelen                              |
| 111 025-3                    | 111 025-3              | TFT                                     | ozeanblau/beige, Train4Train, működőképes              |
| 111 029-5                    | /                      | RADVE                                   | RADVE festés, működőképes                              |
| 111 036-0                    | 111 036-0              | BYB                                     | verkehrsrot, működőképes                               |
| 111 056-8                    | 111 056-8              | GfF/GfE                                 | verkehrsrot, működőképes                               |
| 111 057-6                    | 057                    | ZUG                                     | purpurrot/beige, smart rail GmbH, München, működőképes |
| 111 082-4                    | /                      | RADVE                                   | RADVE-Lackierung, működőképes                          |
| 111 185-5                    | 111 185-5              | GfF/GfE                                 | verkehrsrot, működőképes                               |
| 111 198-8                    | 111 198-8              | ZUG                                     | verkehrsrot, Ersatzteilspender, üzemképtelen           |
| 111 200-2                    | 111 200-2              | GfF/GfE                                 | verkehrsrot, működőképes                               |
| 111 207-7                    | 111 207-7              | TFT                                     | orientrot, működőképes                                 |
| 111 210-1                    | /                      | RADVE                                   | RADVE festés, működőképes                              |
| 111 213-5                    | 111 213-5              | ZUG                                     | verkehrsrot, működőképes                               |
| 111 215-0                    | /                      | RADVE                                   | RADVE festés, működőképes                              |
| 111 216-8                    | 111 216-8              | ZUG                                     | verkehrsrot, működőképes                               |
| 111 222-6                    | 111 222-6              | RADVE                                   | RADVE festés, működőképes                              |
| 111 223-4                    | 223                    | ZUG                                     | ozeanblau/beige, működőképes                           |
| 111 226-7                    | 111 226-7              | ZUG                                     | verkehrsrot, működőképes                               |

## Modell
N méretarányban a modellt az ARNOLD és a Fleischmann, H0-s méretarány a Märklin, a Roco és a Fleischmann gyártók forgalmazzák.